# إيون فلادويو
إيون فلادويو (بالرومانية: Ion Vlădoiu)‏ (مواليد 5 نوفمبر 1968) هو لاعب كرة قدم. يلعب مع منتخب رومانيا لكرة القدم. سبق له أن لعب في كأس العالم لكرة القدم مع منتخب بلاده.

## مسيرته الكروية
لعب إيون فلادويو خلال مسيرته الاحترافية مع 8 أندية في ثلاثة وعشرون موسمًا وسجل خلالها 147 هدف ضمن 393 مباراة. حيث فاز في ثلاثة مواسم بالكأس وفي خمسة مواسم بالدوري.
خاض إيون فلادويو مسيرته مع أرغيس بيتيشت ‏ في موسم 1987–88 في المرة الأولى ليلعب معه أربعة مواسم ثم في موسم 2001–02 واستمر معه طيلة ثلاثة مواسم، مشاركًا طوالها في 107 مباراة سجل خلالها 21 هدفًا. ثم انتقل إلى نادي ستيوا بوخارست في موسم 1990–91 في المرة الأولى ولمدة موسمين ثم في موسم 1995–96 واستمر معه طيلة ثلاثة مواسم ثم في موسم 2000–01 ولمدة موسمين، حيث شارك طوالها في 125 مباراة سجل خلالها 60 هدف. لينتقل بعدها إلى نادي رابيد بوخارست في موسم 1993–94 ولمدة موسمين، مشاركًا في 43 مباراة سجل خلالها 22 هدفًا. ثم انتقل إلى نادي كولن في موسم 1996–97 ولمدة موسمين، مشاركًا في 51 مباراة سجل خلالها 10 أهداف. هذا وانتقل لاحقًا إلى نادي دينامو بوخارست في موسم 1998–99 ولمدة موسمين، مشاركًا في 36 مباراة سجل خلالها 26 هدفًا. ثم انتقل بعدها إلى نادي كيكرز أوفنباخ في موسم 1999–00 لمدة موسم واحد، مشاركًا في 15 مباراة سجل خلالها 5 أهداف. ليعود وينتقل من جديد، لكن هذه المرة إلى نادي يو تي أي أراد في موسم 2004–05 لمدة موسم واحد، مشاركًا في 3 مباريات سجل خلالها هدفًا واحدًا.

## روابط خارجية
- ايون فلادوى على موقع الاتحاد الدولي (مؤرشف)  (الإنجليزية)
- ايون فلادوى على موقع الاتحاد الأوربي (الإنجليزية)
- ايون فلادوى على موقع قاعدة بيانات كرة القدم.إي يو (الإنجليزية)
- ايون فلادوى على موقع ناشيونال فوتبول تيمز (الإنجليزية)
- ايون فلادوى على موقع عالم كرة القدم.نت (الإنجليزية)